# Bāgh-e Dehak
Bāgh-e Dehak (persiska: باغ دهک) är en ort i Iran.   Den ligger i provinsen Khorasan, i den östra delen av landet, 600 km öster om huvudstaden Teheran. Bāgh-e Dehak ligger 1 097 meter över havet och antalet invånare är 167.
Terrängen runt Bāgh-e Dehak är platt åt nordost, men åt sydväst är den kuperad. Runt Bāgh-e Dehak är det mycket glesbefolkat, med 5 invånare per kvadratkilometer. Närmaste större samhälle är Eresk, 12,6 km söder om Bāgh-e Dehak. Trakten runt Bāgh-e Dehak är ofruktbar med lite eller ingen växtlighet.